# Phare de Morro Branco
Lephare de Morro Branco (en portugais : Farol de Morro Branco) est un phare situé sur la plage de Morroc Branco à Beberibe, à 80 km au sud-est de Fortaleza, la capitale de l'État de Ceará - (Brésil). 
Ce phare est la propriété de la Marine brésilienne et il est géré par le Centro de Sinalização Náutica e Reparos Almirante Moraes Rego (CAMR) au sein de la Direction de l'Hydrographie et de la Navigation (DHN).

## Historique
Le phare de Morro Branco ressemble au phare de Camocim. C'est une tour carrée en maçonnerie de 25 m, centrée sur un bâtiment technique carré d'un seul étage. Le phare entier est peint en blanc.
Il émet, à une hauteur focale de 107 m, quatre éclats blancs par période de Soixante secondes. Sa portée maximale est d'environ 44 km.
Identifiant : ARLHS : BRA260 ; BR09368- Admiralty : G0125.5 - NGA : 110-17802.

## Caractéristique du feu maritime
- Fréquence du feu maritime sur 60 secondes :

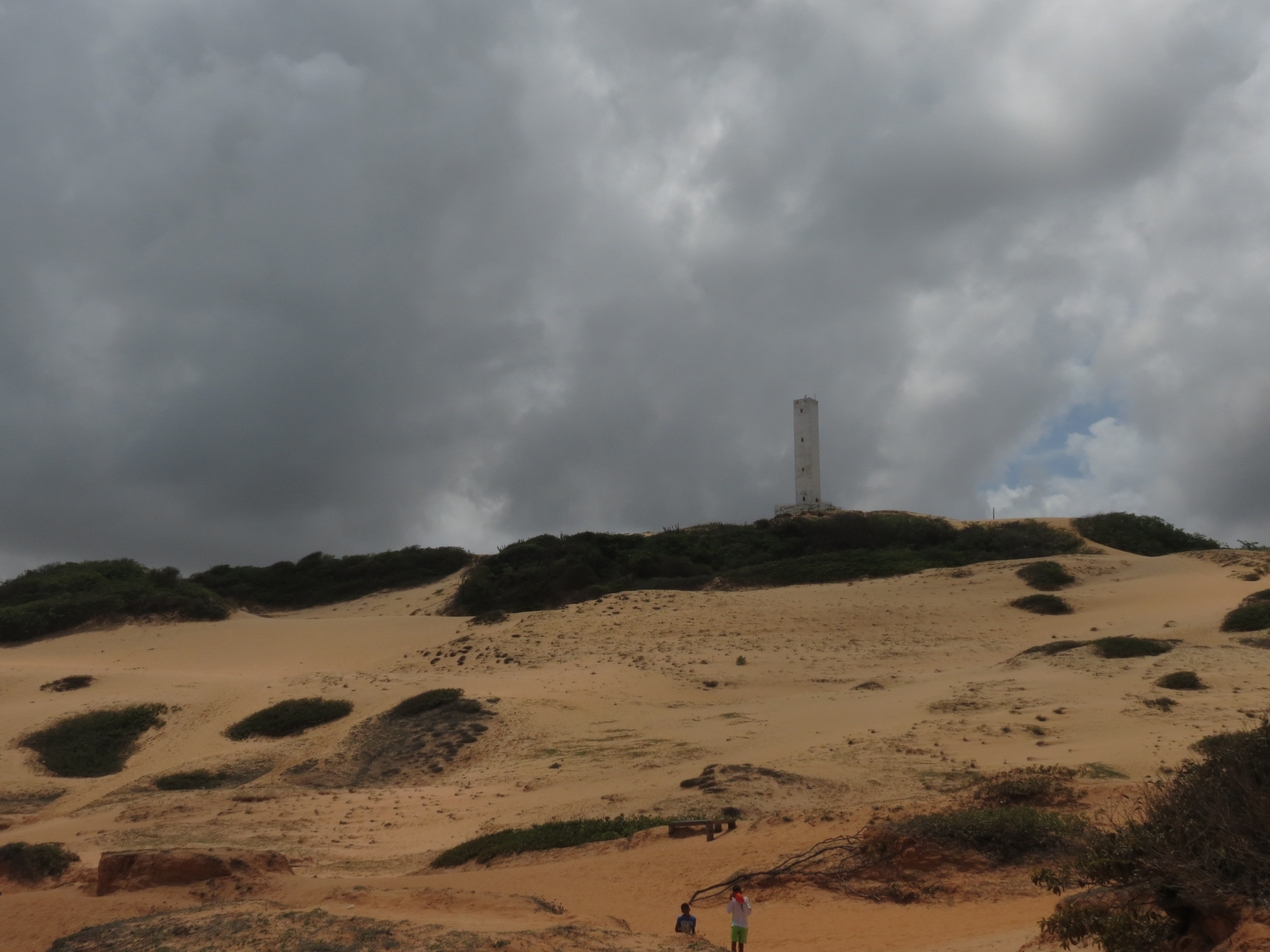
Le phare.

  - lumière : 1 seconde ;
  - obscurité : 9 secondes ;
  - lumière : 1 seconde ;
  - obscurité : 9 secondes ;
  - lumière : 1 seconde ;
  - obscurité : 19 secondes.

- Le phare.